# 1872
Het jaar 1872 is het 72e jaar in de 19e eeuw volgens de christelijke jaartelling.

## Gebeurtenissen
januari
- 1 - Ingebruikname van de Moerdijkbrug in de spoorlijn Lage Zwaluwe-Dordrecht, waardoor Holland per trein verbonden wordt met Brabant. De brug is de langste van Europa en werd gebouwd door Van Vlissingen & Dudok van Heel. De officiële opening was op 31 december 1871.

februari
- 10 - Koningin Victoria ondertekent een verdrag tussen het Verenigd Koninkrijk en Nederland over de werving van contractarbeiders voor de kolonie Suriname. Zij moeten de plaats innemen van de slaven, die volgend jaar de plantages mogen verlaten.
- februari - Een bezoek aan Antwerpen van de Graaf van Chambord, de Franse troonpretendent, leidt tot spanningen tussen de Antwerpse katholieken, aanhangers van het Huis Bourbon, en liberalen, fans van de Franse Republiek.

maart
- 1 - Oprichting eerste nationale park ter wereld: Yellowstone National Park.
- 9 - Het eerste schip vaart door de Nieuwe Waterweg: de Richard Young.
- 16 - De eerste finale vindt plaats in de FA cup  tussen de Wanderers en de Royal Engineers.
- 26 - Bij Owens Valley (Californië) ontstaat een aardverschuiving over 50 kilometer lengte.

april
- 1 - Op de 300e verjaardag van de Inname van Den Briel verschijnt een nieuw protestants dagblad: De Standaard. Oprichter en hoofdredacteur is Abraham Kuyper.
- 1 - In Vlaanderen is de herdenking van Den Briel aanleiding voor de oprichting van de Geuzenbond, een radicaal-liberale Vlaamsgezinde herenclub.
- 6 - Nederland verkoopt haar 60 forten en kastelen langs de Ghanese kust aan de Britten. Na de afschaffing van de slavernij in 1863 leveren deze niets meer op.
- 13 - In een Amerikaans medisch tijdschrift publiceert George Huntington als eerste over de ziekte die later ziekte van Huntington zal heten.
- 13 - De Amerikaan George Westinghouse krijgt octrooi op de westinghouserem. De rem wordt vanuit de locomotief bediend – er is dus geen aparte remmer meer nodig. Het systeem bestaat uit een buis die onder de hele trein doorloopt en die pneumatisch onder druk wordt gehouden om de remmen te lossen. Laat de machinist de buis leeglopen, dan slaan de remmen van elke wagen aan. Hetzelfde gebeurt als er een wagen losbreekt.

mei
- 20 - In Birmingham gaat een paardentram rijden.

juni
- 5 - Aletta Jacobs is de eerste vrouw die toegelaten wordt tot een Nederlandse universiteit (Rijksuniversiteit Groningen).
- 8 - Het Congres van de Verenigde Staten geeft de posterijen toestemming de penny postcard in te voeren.

juli
- 1 - De bestuursambtenaar in Suriname Johan Cateau van Rosevelt wordt agent-generaal voor de Immigratie. Hij is in afwijking van de voordracht door de regering in Den Haag benoemd om de werving te organiseren van contractarbeiders voor de plantages nu de tienjarige verplichte arbeid van de voormalige slaven op een eind loopt.
- 6 - Beëdiging van het Kabinet De Vries-Fransen van de Putte.

augustus
- augustus - Dertien Belgische grootindustriëlen en ingenieurs bundelen hun krachten en richten de voorlopige organisatie "Association pour la surveillance des chaudières à vapeur" ("Vereniging voor het toezicht op stoomketels") op. De eerste directeur wordt Robert Vinçotte.

september
- 6 - Op het congres van de Eerste Internationale in Den Haag worden Michail Bakoenin en zijn aanhangers uit de organisatie gezet. Het centralistische bestuursmodel van Karl Marx heeft de tweestrijd gewonnen.
- 13 - Het Parijse operatheater Folies Trévise wordt herdoopt in Folies Bergère.
- 22 - De theeklipper Taeping lijdt schipbreuk op een rif in de Chinese Zee.
- 25 - Het eerste schip vaart door de Oranjesluizen.

oktober
- 15 - Afvaart uit Rotterdam van het stoomschip met dezelfde naam naar New York. Daarmee komt de eerste geregelde lijnverbinding Rotterdam - New York tot stand.

november
- 3 en 4 - Grote uitbarsting van de vulkaan Merapi op Java, waarbij veel doden vallen.
- 4 - Opening in Japan van de Zijdefabriek van Tomioka, de eerste moderne zijdefabriek.
- 7 - De Mary Celeste vertrekt voor haar laatste reis.
- 15 - De door Abraham Kuyper en andere protestantse leiders ingezamelde 43.000 handtekeningen tegen de "vaccinatiedwang" worden naar Paleis Het Loo gebracht. Koning Willem III ondertekent echter toch de Wet op de besmettelijke ziekten van minister De Vries, die het "pokkenbriefje" verplicht stelt voor onderwijzers en leerlingen.
- 27 - In Europa valt een meteorietenregen neer, mogelijk afkomstig van de Komeet van Biela.
- 28 - Wilhelm Reiss en Ángel Escobar beklimmen als eersten de vulkaan Cotopaxi in de Andes.
- 30 - De eerste voetbalwedstrijd tussen landen wordt gespeeld. Het Engels voetbalelftal speelt tegen het Schots voetbalelftal met 0-0 gelijk.

december
- 5 - Op de Atlantische Oceaan wordt de brigantijn Mary Celeste aangetroffen zonder bemanning.

zonder datum
- James Dewar (1842-1923) vindt de vacuümfles uit.
- Vladivostok wordt een marinehaven.
- De definitieve afdamming van het Zwin in Zeeuws-Vlaanderen bij Sluis is voltooid. De ontstane polder heet Willem-Leopoldpolder.
- George Smith, een leerling van Henry Rawlinson, slaagt erin een aantal spijkerschrift-tabletten te ontcijferen die een vroege versie van het zondvloed-verhaal bevatten.

## Muziek
- 17 mei: eerste uitvoering van Landkjenning van Edvard Grieg
- 13 juni: eerste en waarschijnlijk enige uitvoering van Festmusik ved den nordiske industriudstillings aabningsfest van Niels Gade
- Charles-Marie Widor: Symphonie pour orgue No. 2 in D majeur, op. 13 no. 2

## Beeldende kunst

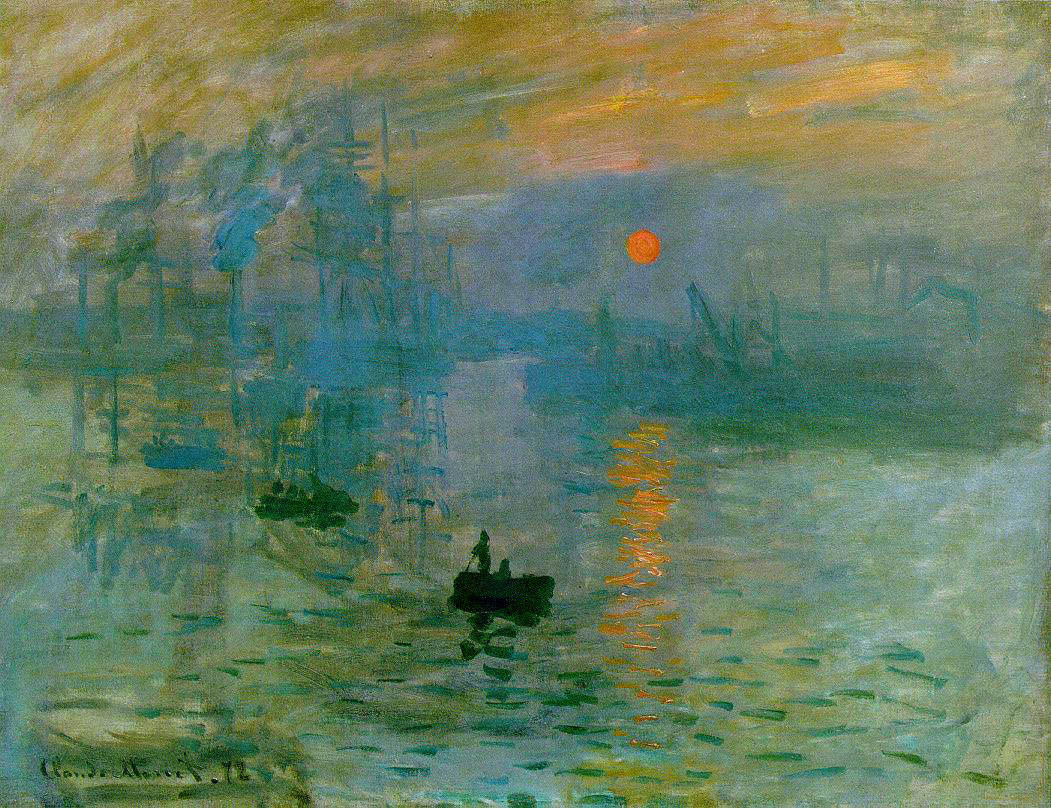
Impression, soleil levant Claude Monet
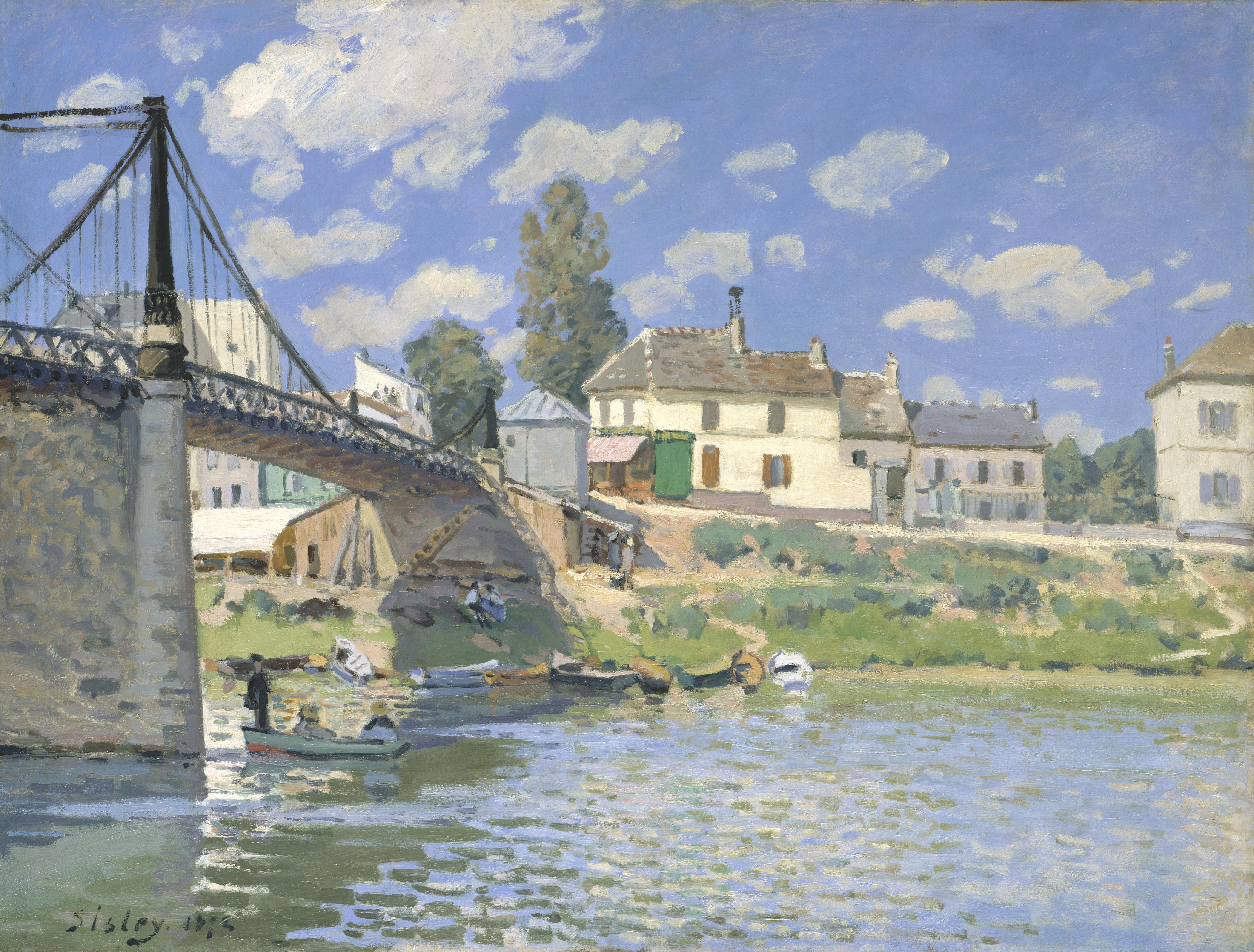
De brug in Villeneuve-la-Garenne, 1872, Alfred Sisley
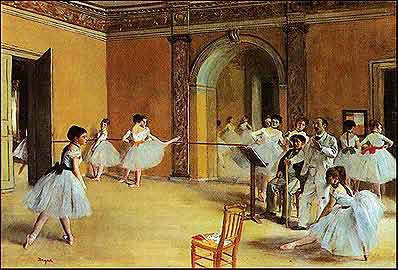
Foyer de danse à l'Opéra de la rue Le Peletier, 1872, Edgar Degas
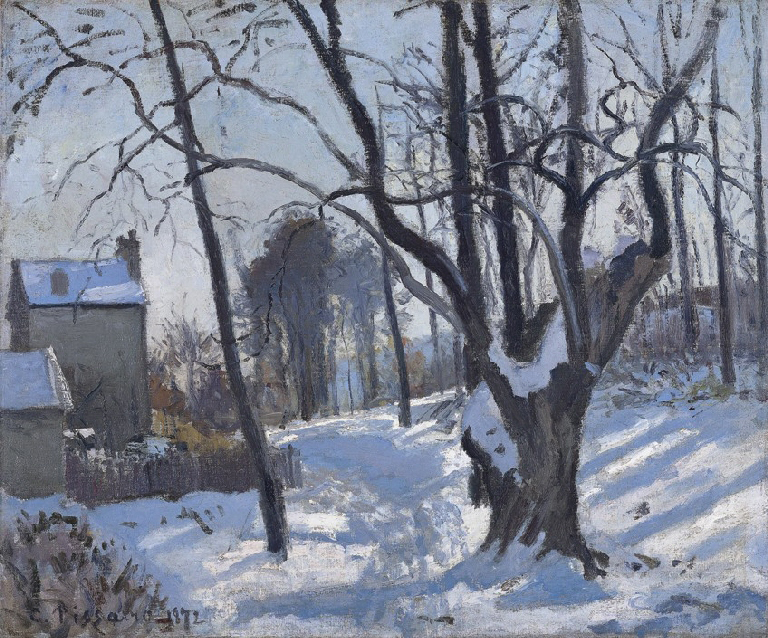
Neige à Louveciennes, 1872, Camille Pissarro
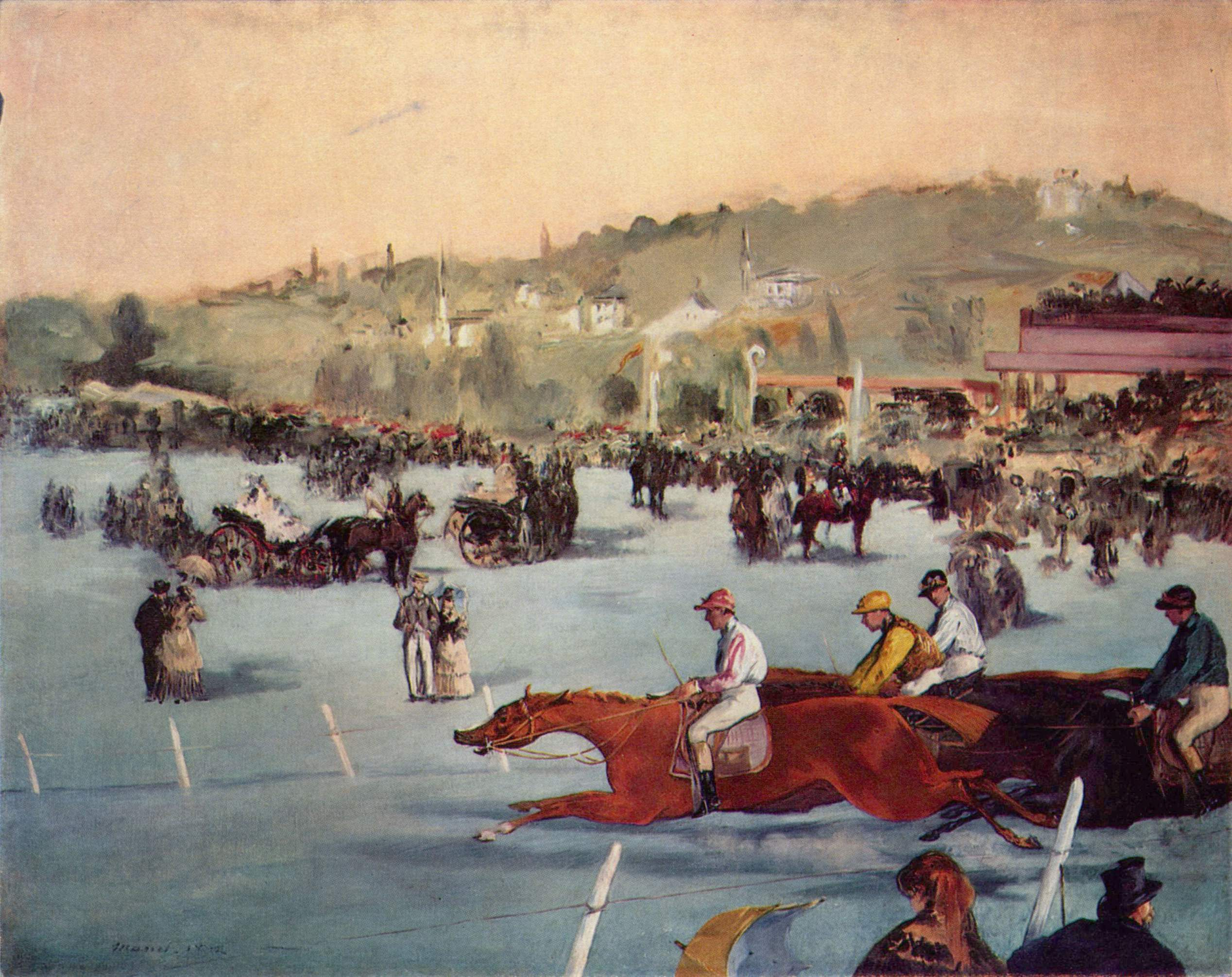
Courses au Bois de Boulogne, 1872, Édouard Manet
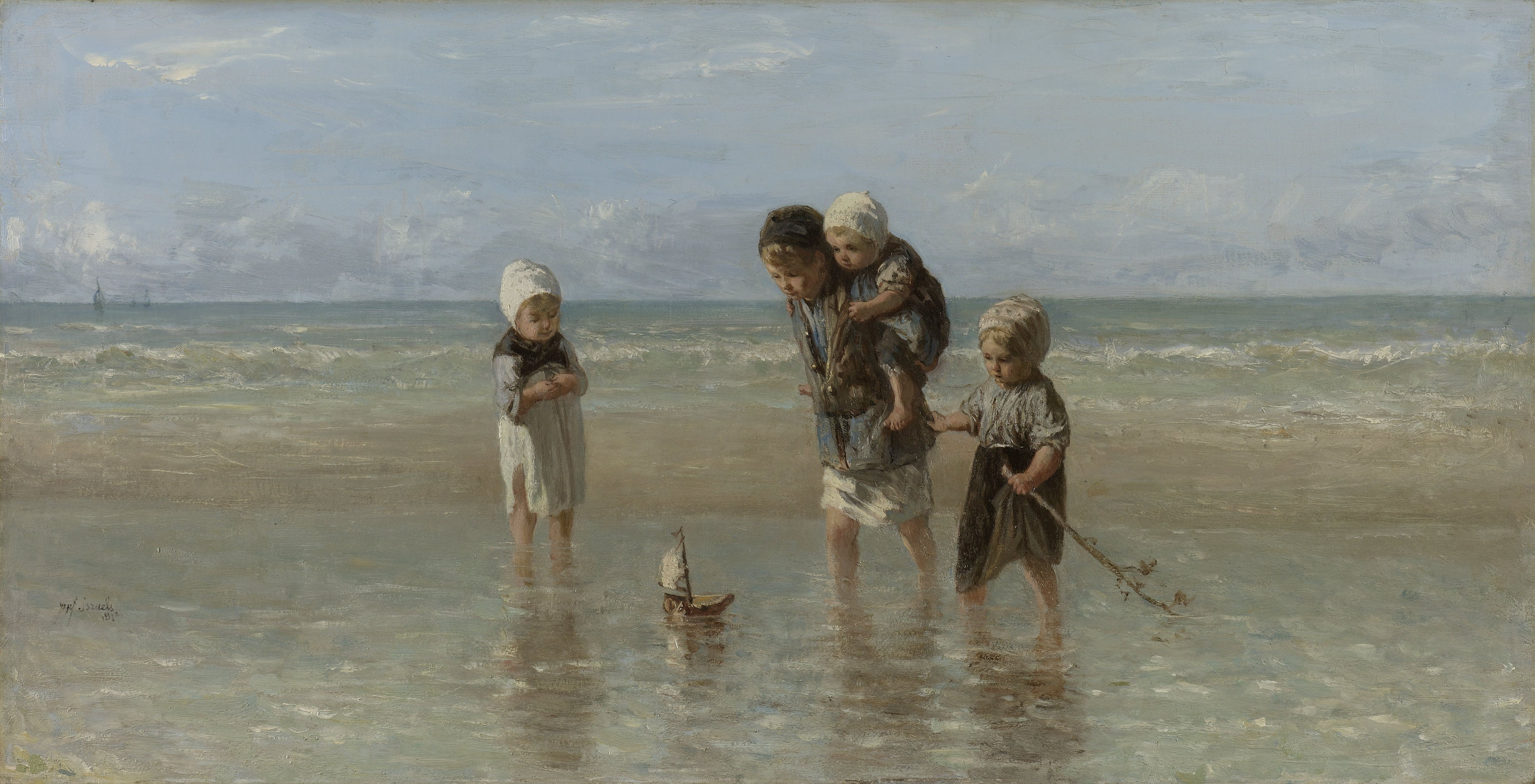
Kinderen der Zee, 1872, Jozef Israëls, Rijksmuseum
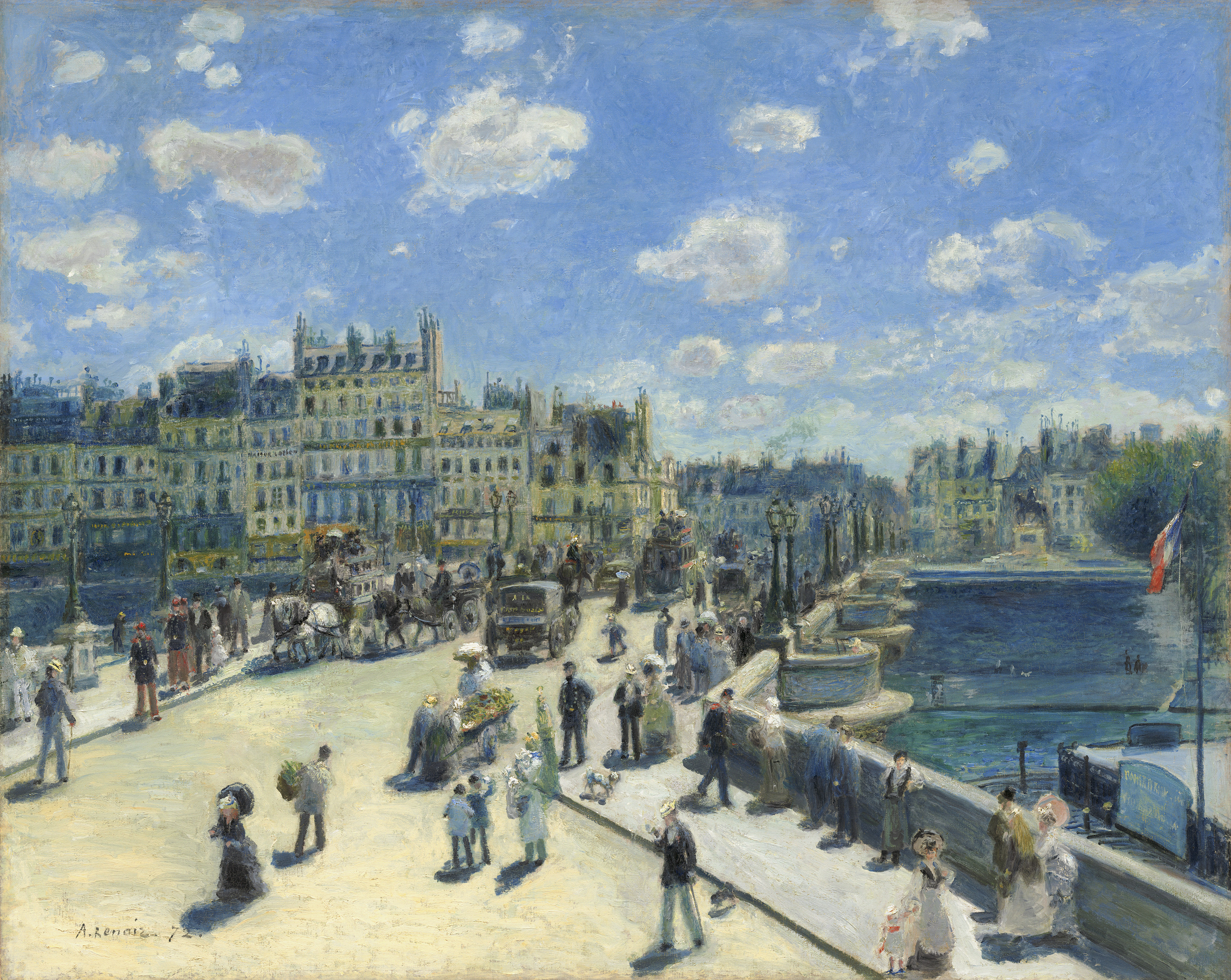
Pont-Neuf, 1872, Pierre-Auguste Renoir, National Gallery of Art, Washington DC
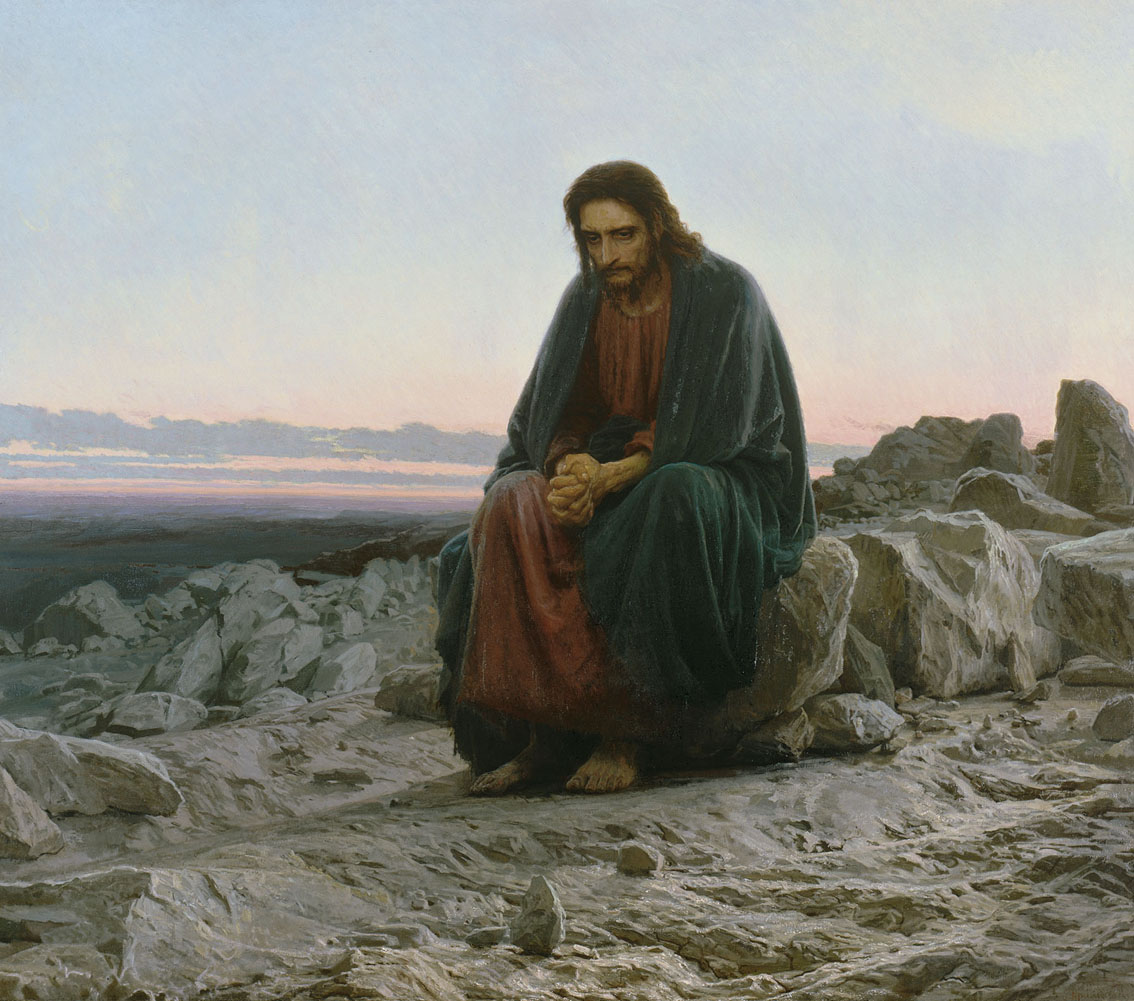
Christus in de woestijn (1872) Ivan Kramskoj

## Bouwkunst

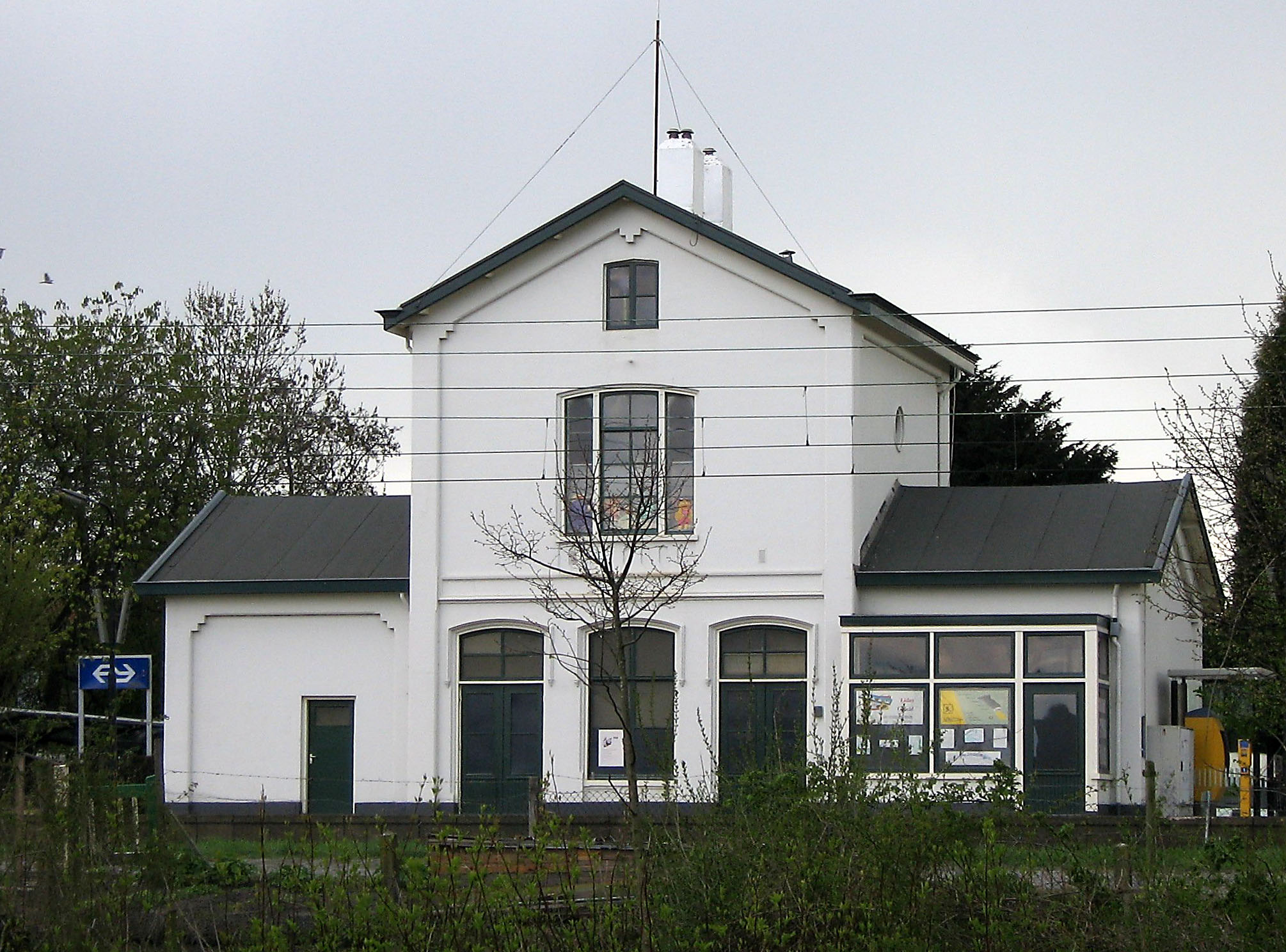
Station Arnemuiden (1872)

## Geboren

### januari
- 4 - Albert Tyler, Amerikaans polsstokhoogspringer (overleden 1945)
- 8 - Ivar Lykke, Noors politicus (overleden 1949)
- 11 - George Washington Pierce, Amerikaans natuurkundige (overleden 1956)
- 13 - George Gurdjieff, Grieks-Armeens mysticus (overleden 1949)
- 16 - Edward Gordon Craig, Brits acteur en toneeltheoreticus (overleden 1966)
- 20 - Julia Morgan, Amerikaans architecte (overleden 1957)
- 23 - Paul Langevin, Frans natuurkundige (overleden 1946)

### februari
- 8 - Juan Abad, Filipijns toneelschrijver (overleden 1932)
- 10 - Anne Anema, Nederlands hoogleraar en politicus (overleden 1966)

### maart
- 7 - Piet Mondriaan, Nederlands kunstschilder (overleden 1944)
- 20 - Lina Stadlin-Graf, Zwitsers juriste en redactrice (overleden 1954)
- 29 - Hal Colebatch, 12e premier van West-Australië (overleden 1953)

### april
- 9 - Léon Blum, Frans politicus (overleden 1950)
- 10 - Harm Kolthek, Nederlands vakbondsbestuurder en politicus (overleden 1946)
- 13 - Ramon Avanceña, Filipijns rechter (overleden 1957)
- 28 - Carl Bonde, Zweeds ruiter (overleden 1957)
- 29 - Eyvind Alnæs, Noors componist (overleden 1932)

### mei
- 1 - Hugo Alfvén, Zweeds componist, dirigent, violist en kunstschilder (overleden 1960)
- 2 - Charles Nessler, Duits-Amerikaanse uitvinder en kapper (overleden 1951)
- 6 - Jan De Vroey, Belgisch architect (overleden 1935)
- 12 - August Vermeylen, Vlaams schrijver en historicus (overleden 1945)
- 18 - Bertrand Russell, Brits filosoof en wiskundige (overleden 1970)
- 28 - Charles Gmelin, Brits atleet (overleden 1950)
- 28 - Otto Bahr Halvorsen, Noors politicus (overleden 1923)
- 28 - Hendrik Reus, Nederlands architect (overleden 1935)
- 31 - Mona Chalmers Watson, Schots arts, feministe, en suffragette (1936)

### juli
- 1 - Louis Blériot, Frans luchtvaartpionier (overleden 1936)
- 2 - Gaëtan Gatian de Clérambault, Frans psychiater (overleden 1934)
- 4 - Calvin Coolidge, 30ste president van de Verenigde Staten (overleden 1933)
- 16 - Roald Amundsen, Noors ontdekkingsreiziger (overleden 1928)
- 20 - Déodat de Séverac, Frans componist (overleden 1921)

### augustus
- 5 - Oswaldo Cruz, Braziliaans bacterioloog en epidemioloog (overleden 1917)
- 16 - Roberta Jull, West-Australisch arts (overleden 1961)
- 23 - Elsa Neumann, Duits natuurkundige (overleden 1902)
- 27 - Giovanni Nasalli Rocca di Corneliano, Italiaans kardinaal (overleden 1952)
- 28 - Manuel Márquez Sterling, Cubaans diplomaat, journalist en politicus (overleden 1934)
- 30 - Jos van de Ven, Nederlands politicus en bierbrouwer (overleden 1947)

### september
- 4 - Pietro Fumasoni Biondi, Italiaans kardinaal (overleden 1960)
- 4 - Adri van de Ven - Nederlands bariton en bas (overleden 1935)
- 5 - Elisabeth Carolina van Dorp, Nederlands econoom, jurist, politicus en feminist (overleden 1945)
- 8 - Carl Friedrich von Siemens, Duits industrieel en politicus (overleden 1941)
- 24 - Jaan Teemant, Estisch staatsman (vermoedelijk overleden 1941)
- 26 - Ottokar Czernin von und zu Chudenitz, Oostenrijk-Hongaars politicus en diplomaat (overleden 1932)
- 30 - Alfred Dunhill, Engels tabaksfabrikant en uitvinder (overleden 1959)

### oktober
- 3 - Hermann Anschütz-Kaempfe, Duits wetenschapper en uitvinder (overleden 1931)
- 5 - Cees van Hasselt, Nederlands voetballer, eerste bondscoach van het Nederlands elftal (overleden 1951)
- 12 - Ralph Vaughan Williams, Brits componist en dirigent (overleden 1958)
- 14 - Reginald Doherty, Brits tennisser (overleden 1910)
- 15 - Wilhelm Miklas, Oostenrijks politicus (overleden 1956)
- 19 - Jacques Edwin Brandenberger, Zwitsers textielingenieur; uitvinder van het cellofaan (overleden 1954)

### november
- 1 - Hendrik Seyffardt, Nederlands luitenant-generaal en collaborateur (overleden 1943)
- 2 - Alex Benno, Nederlands acteur en cineast (overleden 1952)
- 8 - Felipe Carrillo Puerto, Mexicaans revolutionair (overleden 1924)
- 10 - Robert Protin, Belgisch wielrenner (overleden 1953)
- 11 - Claude Rivaz, Engels voetballer (overleden 1958)
- 12 - Félix Gogo, Belgisch kunstschilder (overleden 1953)
- 16 - Otto Trobäck, Zweeds componist, dirigent en muziekpedagoog (overleden 1938)
- 24 - Georgi Tsjitsjerin, Russisch minister van Buitenlandse Zaken (overleden 1936)

### december
- 7 - Johan Huizinga, Nederlands historicus (overleden 1945)
- 19 - Willem de Vlugt, Nederlands aannemer en politicus; 1921-1941 burgemeester van Amsterdam (overleden 1945)
- 20 - Lorenzo Perosi, Italiaans componist (overleden 1956)
- 22 - Pieter Wijdenes, Nederlands wiskundige (overleden 1972)

## Overleden
januari
- 4 - Robert Dennis Chantrell (78), Brits architect
- 24 - William Webb Ellis (65), uitvinder van de sport rugby

februari
- 17 - José Burgos (35), Filipijns priester en martelaar
- 17 - Jacinto Zamora (36), Filipijns priester en martelaar

april
- 2 - Samuel Morse (80), Amerikaans uitvinder en schilder

mei
- 19 - Johan Hendrik van Dale (44), Nederlands woordenboeksamensteller

juni
- 4 - Johan Thorbecke (74), Nederlands politicus

september
- 13 - Ludwig Feuerbach (68), Duits filosoof

oktober
- 23 - Théophile Gautier (60), Frans schrijver

december
- 11 - Kamehameha V (exact 42), vijfde koning van Hawaii

## Weerextremen in België
- 23 september: laagste etmaalgemiddelde temperatuur ooit op deze dag: 7,8 °C.